# 魏申费尔德
魏申费尔德（德語：Waischenfeld，發音：[ˈvaɪʃn̩ˌfɛlt] ⓘ）是德国巴伐利亚州上弗兰肯行政区拜罗伊特县的城市，面积57.93平方千米，2023年12月31日人口为3,104人。2020年3月1日，非建制地区朗韦勒森林解散，其部分土地并入魏申费尔德。